# Weekend at Bernie's
Weekend at Bernie's, titulada Fin de semana con el muerto o Este muerto está muy vivo en español, es una película de comedia negra de 1989. Fue protagonizado por Andrew McCarthy, Jonathan Silverman, Catherine Mary Stewart y Terry Kiser.
El éxito de la película inspiró la secuela Weekend at Bernie's II, estrenada en 1993.

## Trama
Larry y Richard se las prometen muy felices: un fin de semana de lujo como recompensa a su condición de empleados modélicos de la compañía de seguros en la que trabajan por su jefe en agradecimiento por un fraude que descubrieron, en donde estaban lavando dinero.
El premio nada más y nada menos que pasar tranquilamente el Día del Trabajo en la lujosa casa del jefe Bernie (Terry Kiser) en la costa de Long Island, en las afueras de Nueva York, como recompensa por haber descubierto un supuesto fraude en la compañía. 
Fiesta, chicas y playa hasta decir basta y en plan farde total. Sin embargo, lo que aparentaría unas vacaciones de goce terminarán siendo una pesadilla para ambos al ser su jefe asesinado por un matón, que trataban de ocultar el fraude y culpar a él en venganza por su mala administración. Se las tendrán que arreglar para deshacerse del cuerpo sin ser acusados de dicho crimen y no ser relacionados con la situación, porque también querían matarlos a ellos por descubrir el fraude.

## Reparto
- Andrew McCarthy...........Larry Wilson
- Jonathan Silverman........Richard Parker
- Catherine Mary Stewart....Gwen Saunders
- Terry Kiser...............Bernie Lomax
- Don Calfa................. Paulie
- Catherine Parks............ Tina
- Eloise DeJoria.............Tawny
- Louis Giambalvo.............Vito
- Ted Kotcheff........ Jack Parker (padre de Richard)

## Curiosidades
- Gracias a esta película se hizo popular el tema Hot and Cold del ya fallecido cantante Jermaine Steward.
- La actriz Eloise DeJoria aparece como "Eloise Broady" en los créditos.
- En Estados Unidos (California) y en Panamá se creó un baile muy famoso llamado Moving like Bernie’s, en homenaje a los movimientos cómicos que hacia el cadáver de Bernie.[2]
- En un juego el día 06/08/12 en San Pedro Sula por las eliminatorias para el Mundial de Brasil 2014, entre las selecciones de Panamá contra Honduras, el jugador panameño Blas Pérez celebró sus dos anotaciones en ese encuentro bailando Moving like Bernie’s.